# Rabdentse
Rabdentse fu la capitale del regno del Sikkim dal 1670 al 1793, anno in cui venne distrutta dall'esercito dei Gurkha. Le rovine della città, che consistono del palazzo reale e dei Chörten, sono situate nei pressi della hill station di Peiling, nel distretto del Sikkim Occidentale, nello stato indiano del Sikkim.

## Storia
Phuntsog Namgyal fu il primo Chogyal o Re del Sikkim. A lui succedette il figlio, Tensung Namgyal nel 1670. Il regno era pacifico e la capitale fu trasferita da Yuksom a Rabdentse, nuova città fondata nel 1670 dal secondo re.
Rabdentse divenne così la seconda capitale dell'antico Regno del Sikkim.
Un secolo dopo, quando salì al trono Phunstog Namgyal II, figlio illegittimo di Gurmed, ci furono dei tumulti nel regno. Si verificarono invasioni, a causa della debolezza del re, da parte del Nepal e del Bhutan e conflitti interni al Sikkim da parte dei Magar e dei Tsongas. Dopo, salì al trono un altro re debole, Tenzing Namgyal, che vide assorbire maggior parte del Sikkim da parte del Nepal.
Il Chogyal Tensing Namgyal fu obbligato a scappare da Rabdentse a Lhasa, dove morì nel 1780. Tshidpid Namgyal, suo figlio, ritornò nel Sikkim nel 1793 per reclamare il suo trona tramite l'aiuto della Cina. Considerando Rabdentse troppo vicina al confine nepalese, il Chogyal spostò la capitale a Tumlong. Rabdentse, dopo diversi attacchi dal Bhutan e dal Nepal, fu ridotta in rovine dall'esercito nepalese e rimasero solo le rovine del palazzo e dei Chörten.